# Taça de Portugal Feminina
A Taça de Portugal Feminina (ou Taça de Portugal Feminina Allianz por motivos de patrocínio) é uma competição portuguesa organizada pela Federação Portuguesa de Futebol. É disputada por todos os clubes de futebol do Campeonato Nacional Feminino e do Campeonato Nacional II Divisão Feminino. O torneio é realizado desde 2003 e utiliza o sistema de eliminatórias a uma mão, com exceção das meias-finais que se disputam a duas mãos.
O atual detentor do troféu é o SCU Torreense, que venceu o SL Benfica na edição de 2024–25 por 2–1. O 1º de Dezembro é o maior vencedor da competição, com 7 troféus conquistados. 
A conquista do torneio permite disputar a Supertaça de Portugal, vaga que reverte para o finalista vencido da Taça caso o vencedor da Taça de Portugal tenha conquistado o Campeonato Nacional.

## Troféu
O troféu oficial da Taça de Portugal de Futebol Feminino pertence à Federação Portuguesa de Futebol e é idêntico ao troféu entregue ao vencedor da Taça de Portugal de Futebol Masculino. O troféu pesa 20 kg e é constituído por uma taça em prata cinzelada ornamentada em estilo manuelino assente numa base de madeira onde são inscritos os nomes dos vencedores. 
Ao vencedor de cada edição é entregue uma réplica de menor dimensão que a original.

## Dados Históricos

### Finais da Taça de Portugal de Futebol Feminino
| Finais da Taça de Portugal de Futebol Feminino |                                         |                                         |                                         |                                         |
| Época                                          | Vencedor                                | Resultado                               | Finalista                               | Local                                   |
| 2003–04                                        | 1º Dezembro                             | 6 – 0                                   | Sport Marítimo Murtoense                | Abrantes                                |
| 2004–05                                        | Sport Marítimo Murtoense                | 3 – 2                                   | ARC Várzea                              | Pedroso                                 |
| 2005–06                                        | 1º Dezembro                             | 3 – 1                                   | Sport Marítimo Murtoense                | Fátima                                  |
| 2006–07                                        | 1º Dezembro                             | 5 – 0                                   | Boavista FC                             | Pombal                                  |
| 2007–08                                        | 1º Dezembro                             | 6 – 0                                   | Clube de Albergaria Mazel               | Nazaré                                  |
| 2008–09                                        | Escola FC                               | 1 – 1 (6 – 5 gp)                        | Boavista FC                             | Oliveira de Azeméis                     |
| 2009–10                                        | 1º Dezembro                             | 6 – 0                                   | Boavista FC                             | Estádio Nacional, Jamor                 |
| 2010–11                                        | 1º Dezembro                             | 3 – 0                                   | CF Benfica                              | Estádio Nacional, Jamor                 |
| 2011–12                                        | 1º Dezembro                             | 4 – 0                                   | Clube de Albergaria Mazel               | Estádio Nacional, Jamor                 |
| 2012–13                                        | Boavista FC                             | 3 – 1                                   | Valadares Gaia FC                       | Estádio Nacional, Jamor                 |
| 2013–14                                        | Atlético Ouriense                       | 1 – 0                                   | CF Benfica                              | Estádio Nacional, Jamor                 |
| 2014–15                                        | CF Benfica                              | 1 – 0                                   | Clube de Albergaria Mazel               | Estádio Nacional, Jamor                 |
| 2015–16                                        | CF Benfica                              | 2 – 1                                   | Valadares Gaia FC                       | Estádio Nacional, Jamor                 |
| 2016–17                                        | Sporting CP                             | 2 – 1 ap                                | SC Braga                                | Estádio Nacional, Jamor                 |
| 2017–18                                        | Sporting CP                             | 1 – 0 ap                                | SC Braga                                | Estádio Nacional, Jamor                 |
| 2018–19                                        | SL Benfica                              | 4 – 0                                   | Valadares Gaia FC                       | Estádio Nacional, Jamor                 |
| 2019–20                                        | SC Braga                                | 3 – 1                                   | SL Benfica                              | Estádio Municipal de Aveiro, Aveiro     |
| 2020–21                                        | Cancelada devido à pandemia de COVID-19 | Cancelada devido à pandemia de COVID-19 | Cancelada devido à pandemia de COVID-19 | Cancelada devido à pandemia de COVID-19 |
| 2021–22                                        | Sporting CP                             | 2 – 1                                   | FC Famalicão                            | Estádio Nacional, Jamor                 |
| 2022–23                                        | FC Famalicão                            | 2 – 0                                   | SC Braga                                | Estádio Nacional, Jamor                 |
| 2023–24                                        | SL Benfica                              | 4 – 1                                   | Racing Power                            | Estádio Nacional, Jamor                 |
| 2024–25                                        | SCU Torreense                           | 2 – 1                                   | SL Benfica                              | Estádio Nacional, Jamor                 |

## Palmarés

### Palmarés por Clube
| Clube               | Vencedores | Finalistas | Vitórias                                 | Derrotas         |
| ------------------- | ---------- | ---------- | ---------------------------------------- | ---------------- |
| 1º de Dezembro      | 7          | –          | 2004, 2006, 2007, 2008, 2010, 2011, 2012 | –                |
| Sporting CP         | 3          | –          | 2017, 2018, 2022                         | –                |
| CF Benfica          | 2          | 2          | 2015, 2016                               | 2011, 2014       |
| SL Benfica          | 2          | 1          | 2019, 2024                               | 2020             |
| Boavista FC         | 1          | 3          | 2013                                     | 2007, 2009, 2010 |
| Murtoense           | 1          | 2          | 2005                                     | 2004, 2006       |
| SC Braga            | 1          | 2          | 2020                                     | 2017, 2018       |
| Escola FC           | 1          | –          | 2009                                     | –                |
| Atlético Ouriense   | 1          | –          | 2014                                     | –                |
| FC Famalicão        | 1          | –          | 2023                                     | –                |
| Valadares Gaia      | –          | 3          | –                                        | 2013, 2016, 2019 |
| Clube de Albergaria | –          | 3          | –                                        | 2008, 2012, 2015 |
| ARC Várzea          | –          | 1          | –                                        | 2005             |
| Racing Power        | –          | 1          | –                                        | 2024             |

### Palmarés por Vitórias Consecutivas
Até ao momento, apenas três clubes conseguiram vitórias consecutivas na Taça de Portugal.
| Vitórias Consecutivas |                |      |     |
| Nº                    | Clube          | Tris | Bis |
| 1                     | 1º de Dezembro | 2    | –   |
| 2                     | CF Benfica     | –    | 1   |
| 2                     | Sporting CP    | –    | 1   |

### Palmarés por Associação de Futebol
Em 2022, seis associações distritais de futebol têm clubes filiados como vencedores da Taça de Portugal.
| Associação  | Títulos | Clubes                                                              |
| ----------- | ------- | ------------------------------------------------------------------- |
| AF Lisboa   | 13      | 1º de Dezembro (7), Sporting CP (3), CF Benfica (2), SL Benfica (2) |
| AF Braga    | 2       | SC Braga (1), FC Famalicão (1)                                      |
| AF Porto    | 1       | Boavista FC (1)                                                     |
| AF Aveiro   | 1       | Murtoense (1)                                                       |
| AF Santarém | 1       | Atlético Ouriense (1)                                               |
| AF Viseu    | 1       | Escola FC (1)                                                       |

## Recordes
- Com 7 Taças de Portugal conquistadas, o 1º de Dezembro é o clube com o recorde de títulos na prova.
- Com 7 finais disputadas, o 1º de Dezembro é o clube com o recorde de finais na prova.
- O Valadares Gaia e o Clube de Albergaria são os clube com mais finais perdidas (3 no total).
- Com 13 Taças de Portugal conquistadas por clubes seus filiados, a Associação de Futebol de Lisboa lidera o palmarés das Associações de Futebol na prova.